# Amolops tuberodepressus
Amolops tuberodepressus är en groddjursart som beskrevs av Liu och Yang 2000. Amolops tuberodepressus ingår i släktet Amolops och familjen egentliga grodor. IUCN kategoriserar arten globalt som sårbar. Inga underarter finns listade i Catalogue of Life.